# 京都市立藤森中学校
京都市立藤森中学校（きょうとしりつふじのもりちゅうがっこう）は、京都府京都市伏見区にある公立中学校。
この中学校は主に砂川小学校、藤城小学校、竹田小学校、藤ノ森小学校が集まる。
今年から〔2024〕中間テストが無くなり定期テスト+小テストになった。

## 沿革
1948年（昭和23年）に創立。旧陸軍第16師団の兵舎跡を利用して、中学校とした。当時の師団本部は聖母女学院となった。陸軍の演習地を利用したため、その広大なグラウンドは400メートルトラックが2つ確保できるほどであった。
後にその敷地の半分は京都市青少年科学センター・京エコロジーセンターとなり、現在の敷地は創設時の半分となっている。
なお、本校の位置する伏見区深草池ノ内町は、同じ京都市立中学校である京都市立深草中学校の学区である。このためこの学校は校区外に設置されている。

## 所在地
- 京都市伏見区深草池ノ内町55番地

## 交通アクセス
- 京阪本線 藤森駅から西へ約300m。
- 近鉄京都線・京都市営地下鉄烏丸線 竹田駅から東へ約800m。
- 名神高速道路 深草BSから徒歩で約1分。

## 著名な卒業生
- 吉田敬（お笑い芸人・ブラックマヨネーズ）
- 大前りょうすけ（お笑い芸人）
- misono （歌手）
- 倖田來未（歌手）
- 鈴木えみ（モデル）
- 小林裕士（将棋棋士）
- 松井大輔（プロサッカー・ジュビロ磐田・2010ワールドカップ日本代表）
- 赤松真人（元プロ野球・広島東洋カープ）
- 大野雄大（プロ野球・中日ドラゴンズ）
- 辻孟彦（元プロ野球・中日ドラゴンズ）
- 菱田裕二（中央競馬騎手）
- 藤原俊志（プロボクシングトレーナー六島ボクシングジム チーフトレーナー）
- 近江あかり（女子バレーボール選手・NECレッドロケッツ）
- 濱田美栄（フィギュアスケートコーチ）
- 山田聖也（ラグビー・横浜キヤノンイーグルス）

## 通学区域が隣接している学校
- 京都市立伏見中学校
- 京都市立桃山中学校
- 京都市立栄桜小中学校
- 京都市立深草中学校
- 京都市立東山泉小中学校
- 京都市立凌風小中学校
- 京都市立洛南中学校